# كارزين
كارزين (بالفارسية: فتح آباد) هي منطقة سكنية تقع في إيران في البلدة المركزية. يقدر عدد سكانها بـ 7,953 نسمة .